# بلايني فيري
بلايني فيري (بالإنجليزية: Blaine Ferri)‏ هو لاعب كرة قدم أمريكي، ولد في 29 سبتمبر 2000 في ساوثلايك في الولايات المتحدة.